# Pojma (rivier)
De Pojma (Russisch: Пойма), tot 1972 Adimi (Адими) genoemd, is een ongeveer 38 kilometer lange rivier in het Russische Verre Oosten, in het zuiden van de Russische kraj Primorje (district Chasanski).
De rivier ontspringt op de zuidelijke hellingen van de berg Lesozagotovitelnaja in het grensgebied met China (Zwarte Bergen) en stroomt in de bovenloop naar het zuiden en buigt vervolgens af naar het zuidoosten, om uit te stromen in de Baklanbocht van de Baai van Peter de Grote in de Japanse Zee. In de bovenloop heeft de rivier het karakter van een bergstroom en nabij de monding stroomt ze door een moerassig gebied.
De belangrijkste zijrivieren zijn de Malaja Pojma ("Kleine Pojma"), Sjkolnaja en de Moetnaja. Het gelijknamige gehucht Pojma (vroeger Verchnaja Adima - bovenloop) bevindt zich iets ten noorden van de rivier en het gehucht Romasjka (vroeger Nizjnaja Adima - benedenloop) iets stroomafwaarts ten zuiden van de rivier.